# جبل نيلا
جبل نيلا يشكل بركان نيلا منطقة معزولة بمساحة 5x6 كم من جزيرة تحمل نفس الاسم في جزر بارات دايا من بحر باندا، إندونيسيا. البركان يتكون منخفض كالديرا مع الحافات خرق إلى سطح البحر في الجنوب الشرقي. إن المهيمن أنديزيت بركان يحتوي على الغابات المخروطية الشابة في ارتفاع 781 م.
جبل نيلا هو بركان طبقي، وتسبب بترك قرية روماداي عندما ثار في عام 1968.